# Begijnhoffeesten
De Begijnhoffeesten is een driedaags evenement dat van 1980 tot en met 2005 jaarlijks werd georganiseerd in Dendermonde, op het binnenplein van het Sint-Alexiusbegijnhof.

## Geschiedenis
De eerste Begijnhoffeesten werden in 1980 gehouden. Bezieler was Daniël Evrard, die een jaar eerder aangesteld was als pastoor-rector van het begijnhof. Hij speelde een centrale rol bij de restauratie van het begijnhof en de opbrengsten van de Begijnhoffeesten werden gebruikt om de huisjes op het begijnhof te restaureren en opnieuw bewoonbaar te maken. Oorspronkelijk waren de Begijnhoffeesten niet meer dan een lokale kermis die plaatsvond tijdens de Dendermondse kermisweek, maar doorheen de jaren groeide het evenement uit tot een muziekfestival dat jaarlijks tussen de 25.000 en 30.000 bezoekers trok.
Drijvende kracht achter de Begijnhoffeesten was Luc Dierick, voorzitter van de vzw Begijnhoffeesten. In maart 2005 verdween Dierick spoorloos na een vergadering ter voorbereiding van de Begijnhoffeesten van dat jaar. Na een zoekactie werd zijn levenloze lichaam gevonden in de Oude Dender. De Begijnhoffeesten van dat jaar werden de laatste en waren opgedragen aan Dierick. Een jaar later, in augustus 2006, werd op het begijnhof een bronzen gedenkplaat, gemaakt door kunstenaar Hugo Van Ransbeeck, onthuld. De plaat draagt een afbeelding van Luc Dierick en een overzicht van de namen van de grootste artiesten die doorheen de jaren optraden op de Begijnhoffeesten.